# Премія Верховної Ради України за внесок молоді у розвиток парламентаризму, місцевого самоврядування

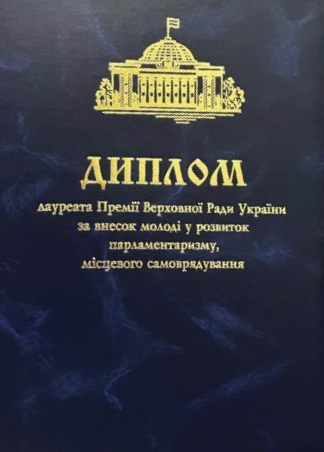

Премія Верховної Ради України за внесок молоді у розвиток парламентаризму, місцевого самоврядування присуджується громадянам України, які є молоддю відповідно до закону, а також молодіжним, дитячим громадським об’єднанням, які активно сприяли процесам державотворення, захисту незалежності, суверенітету та територіальної цілісності України, розвитку парламентаризму та місцевого самоврядування, досягли значних результатів у вирішенні соціальних і правових питань.
Премія заснована постановою Верховної Ради України 22 травня 2003 року і вручається з 2004 року.
Премія присуджується особам – громадянам України віком до 35 років, молодіжним та, як виняток, дитячим громадським організаціям (до 2014 року вік претендентів був обмежений 28 роками).

## Висування
Клопотання про присудження Премії подається до Комітету Верховної Ради України з питань сім’ї, молодіжної політики, спорту та туризму центральними органами виконавчої влади, Верховною Радою Автономної Республіки Крим, обласними, Київською та Севастопольською міськими радами, всеукраїнськими молодіжними громадськими організаціями щорічно до 1 вересня.
До клопотання додаються відомості про досягнення особи або молодіжної громадської організації, які заслуговують на відзначення Премією.
Подання про присудження Премії вноситься до Верховної Ради України Комітетом Верховної Ради України з питань сім’ї, молодіжної політики, спорту та туризму.

## Відзначення
Диплом лауреата Премії та її грошова частина вручаються в урочистій обстановці Головою Верховної Ради України або за його дорученням заступниками Голови Верховної Ради України, Головою Комітету Верховної Ради України з питань сім’ї, молодіжної політики, спорту та туризму.
10 лютого 2016 року в урочистій обстановці Голова Верховної Ради України Володимир Гройсман, голова Комітету з питань науки і освіти Лілія Гриневич та Голова Комітету з питань сім‘ї, молодіжної політики, спорту та туризму Артур Палатний вручили щорічні Премії Верховної Ради України педагогічним працівникам загальноосвітніх, професійно-технічних, дошкільних та позашкільних навчальних закладів; найталановитішим молодими ученим у галузі фундаментальних і прикладних досліджень та науково-технічних розробок; за внесок молоді в розвиток парламентаризму, місцевого самоврядування.

## Опис диплома лауреата Премії
Диплом лауреата Премії Верховної Ради України за внесок молоді у розвиток парламентаризму, місцевого самоврядування складається з обкладинки і вкладного листка.
На лицьовому боці обкладинки вгорі міститься тиснене фарбою золотистого кольору зображення фасаду будинку Верховної Ради України, в центрі — слова «Диплом лауреата Премії Верховної Ради України за внесок молоді у розвиток парламентаризму, місцевого самоврядування».
Ліва внутрішня частина вкладки являє собою площину пастельно-жовтого кольору, обрамлену рамкою, що утворена бордюром із графічного зображення гілок калини золотистого кольору. У нижній площині лівої внутрішньої частини вкладного листка розташовано кольорове фотографічне зображення будинку Верховної Ради України, у верхній – написи фарбою золотистого кольору: «Диплом»; «лауреата Премії Верховної Ради України за внесок молоді у розвиток парламентаризму, місцевого самоврядування». У написанні слова «Диплом» використовується давньослов'янський шрифт «Іжиця».
Права внутрішня частина вкладного листка являє собою площину пастельно-жовтого кольору із світло-блакитним зображенням малого Державного Герба України по всьому її полю і рамки з гілок калини. На полі правої внутрішньої частини вкладного листка фарбою золотистого кольору друкується текст: «Лауреату Премії Верховної Ради України за внесок молоді у розвиток парламентаризму, місцевого самоврядування», прізвище, ім'я та по батькові лауреата та якою Постановою Верховної Ради України присуджено Премію.
Диплом скріплюється підписом Голови Верховної Ради України та гербовою печаткою Верховної Ради України.

## Кількість Премій та розмір її грошової частини
До 2024 Премією відзначалося до 10 осіб та/або молодіжних/дитячих громадських організацій. У 2024 кількість Премій була збільшена до 20, а з 2025 – до 30.
З 2004 до 2014 грошова частина Премії складала 80 неоподаткованих мінімумів доходів громадян (1360 грн). З 2014 грошову частину Премії збільшено до 500 неоподаткованих мінімумів доходів громадян (8500 грн). У 2021 розмір грошової частини Премії було знову переглянуто і збільшено до 25 прожиткових мінімумів для працездатних осіб станом на 1 січня року, в якому присуджується Премія (2021 – 56 750 грн, 2022 – 62 025 грн, 2023 – 67 100 грн, 2024 і 2025 – 75 700 грн).

## Лауреати Премії
Протягом 2004 – 2024 лауреатами Премії Верховної Ради України за внесок молоді у розвиток парламентаризму, місцевого самоврядування  стали 152 особи та 10 молодіжних і дитячих громадських організацій:

### 2004[8]:
- Бариновій Діані Семенівні – помічнику-консультанту народного депутата України Шепетіна В.Л., депутату Харківської районної ради Харківської області.
- Бондаренку Дмитру Володимировичу – першому заступнику голови правління Міжнародного благодійного фонду «Сприяння розвитку медицини».
- Догару Ганні Георгіївні – вчительці Ларжанської загальноосвітньої школи Ізмаїльського району Одеської області, депутату Ларжанської сільської ради.
- Доктору Олександру Олександровичу – заступнику начальника управління економіки Ужгородської міської ради.
- Жежук Наталії Сергіївні – аспіранту Інституту соціології Національної академії наук України.
- Зеніну Андрію Вікторовичу – депутату Керченської міської ради.
- Мещану Ігорю Вікторовичу – заступнику начальника управління у справах сім'ї та молоді Запорізької обласної державної адміністрації.
- Прокопчуку Валерію Вікторовичу – голові Спілки об'єднання молодих громадян «Молодіжний парламент Житомирської області», депутату Житомирської міської ради.
- Унгурян Тетяні Михайлівні – секретарю Синівецької сільської ради Глибоцького району Чернівецької області.
- Надвірнянській районній організації «Християнсько-Демократична молодь України» (Івано-Франківська область).

### 2005[9]:
- Скірку Роману Леонідовичу – голові Запорізького молодіжного об'єднання «Злагода молоді», помічнику заступника голови Запорізької обласної ради.
- Лівіку Олександру Петровичу – депутату Миколаївської обласної ради, заступнику голови постійної комісії з питань культури, освіти, молоді, спорту та засобів масової інформації Миколаївської обласної ради.
- Багрич Світлані Петрівні – голові студентського парламенту Харківського регіонального інституту Національної академії державного управління при Президентові України, віце-президенту Харківської спілки студентської молоді, Харківської міської молодіжної громадської організації «Молодь XXI».
- Шеховцову Сергію Вікторовичу – голові Токмацького міськрайонного комітету молодіжних організацій (Запорізька область).
- Ляшенку Сергію Вікторовичу – депутату Кіровської районної ради у м. Дніпропетровську, завідуючому відділом інформаційно-правового забезпечення Дніпропетровської обласної ради.
- Лялюку Олексію Юрійовичу – аспіранту кафедри державного будівництва та місцевого самоврядування Національної юридичної академії України ім. Ярослава Мудрого.
- Петришиній Марині Олександрівні – студентці Національної юридичної академії України ім. Ярослава Мудрого.
- Одеській обласній організації Ленінської комуністичної спілки молоді України.
- Херсонській молодіжній громадській організації «Херсонський молодіжний парламент».

### 2008[11]:
- Терепищому Сергію Олександровичу – голові правління Всеукраїнської молодіжної громадської організації «Союз обдарованої молоді», аспіранту Національного педагогічного університету ім. М. П. Драгоманова.
- Дружченку Андрію Вікторовичу – міському голові м. Ворожба Білопільського району Сумської області.
- Корнійчуку Олександру Васильовичу – депутату Рівненської обласної ради, першому заступнику міського голови м. Острог Рівненської області.
- Тімофєєву Павлу Анатолійовичу – начальнику відділу стратегічного розвитку міста та інформаційних технологій виконавчого комітету Мелітопольської міської ради, президенту молодіжної громадської організації «Євроклуб-Мелітополь».
- Будей Наталії Василівні – Стерченському сільському голові Глибоцького району Чернівецької області.
- Гельзіну Владиславу Григоровичу – депутату Донецької обласної ради, президенту благодійного фонду "Фонд розвитку футболу в Донецькій області «Олімпік».
- Черняку Олексію Юрійовичу – заступнику Міністра – начальнику управління молодіжної політики та гендерної рівності Міністерства у справах молоді, сім'ї та гендерної політики Автономної Республіки Крим;
- Руденку Вадиму Борисовичу – голові секретаріату Українського молодіжного форуму, голові Української спілки молодих депутатів.
- Кіровоградському обласному парламенту дітей.

### 2010[12]:
- Бондаренку Дмитру Олеговичу – депутату Харківської обласної ради, секретарю постійної комісії з питань молодіжної політики, фізичної культури, спорту і туризму Харківської обласної ради.
- Єремиці Олексію Миколайовичу – депутату Одеської міської ради V скликання, начальнику управління Одеської обласної ради з майнових відносин.
- Нестеренку Антону Володимировичу – голові міської молодіжної громадської організації «Авангард плюс» (м. Бровари Київської області), члену Всеукраїнської молодіжної громадської організації «Колегія молодих управлінців та юристів».
- Павлову Дмитру Миколайовичу – депутату Дніпропетровської обласної ради, голові постійної комісії з питань науки, освіти, сім'ї та молоді Дніпропетровської обласної ради.
- Попову Сергію Юрійовичу – провідному спеціалісту Ленінського районного у м. Луганську центру соціальних служб для сім'ї, дітей та молоді, менеджеру молодіжних програм та проектів Луганського обласного благодійного фонду «Підліток».
- Семененко Олені Володимирівні – депутату Запорізької обласної ради, секретарю постійної комісії з питань молодіжної політики, спорту та туризму Запорізької обласної ради.
- Семяшкіну Руслану Володимировичу – голові профспілкового комітету Виконавчої дирекції Державного акціонерного товариства «Чорноморнафтогаз», члену громадської колегії при Голові Ради міністрів Автономної Республіки Крим.
- Теліпку Владиславу Едуардовичу – президенту Всеукраїнської молодіжної громадської організації «Український молодіжний правничий союз».
- Ткаченко Ользі Олександрівні – завідувачу сектору опрацювання та супроводження законодавчих актів Фонду сприяння місцевому самоврядуванню України при Президентові України.
- Філіп'єву Артему Олександровичу – члену виконавчого комітету Острозької міської ради Рівненської області, старшому викладачу кафедри цивільно-правових дисциплін Національного університету «Острозька академія».

### 2011[13]:
- Албу Олексію Дмитровичу – депутату Одеської обласної ради, директору ТОВ «Видавничий дім  «Нова хвиля».
- Гаврилову Олексію Валерійовичу – депутату Вінницької обласної ради, голові Вінницького обласного осередку Міжнародної громадської організації «Україна-Польща-Німеччина».
- Дробітьку Вадиму Павловичу – депутату Ленінської районної в м. Полтаві ради шостого скликання, заступнику начальника Полтавського міського управління юстиції - начальнику Октябрського відділу державної виконавчої служби.
- Заплаві Олександру Сергійовичу – директору спортивно-мистецького центру «Надія» (Фастівського міськвиконкому Київської області).
- Ковальському Євгену Миколайовичу – голові Всеукраїнської молодіжної громадської організації  «Соціальний вектор» (м. Київ).
- Присяжнюку Олександру Андрійовичу – депутату Житомирської обласної ради, Першому секретарю ЦК ЛКСМ України.
- Сошникову Антону Олександровичу – члену Координаційної ради молодих юристів України при Міністерстві юстиції України, екс-голові Студентської ради економіко-правового факультету Донецького національного університету, автору освітньої програми «Правовий всеобуч", члену Української студентської спілки, юрисконсульту Приватного підприємства «Медсервіс».
- Шаталову Олександру Сергійовичу – депутату Кіровоградської обласної ради, першому заступнику голови Кіровоградської обласної ради.
- Шумейку Олександру Михайловичу – голові Дніпропетровського обласного осередку Всеукраїнської молодіжної громадської організації «Народний Альянс Молоді».

### 2012[14]:
- Васильчуку Євгену Олеговичу – президенту Всеукраїнської спілки молодіжних громадських організацій «Агентство соціальної діагностики та партнерства».
- Воронцову Михайлу Юрійовичу – депутату Миколаївської обласної ради.
- Дячуку Миколі Миколайовичу – депутату Хмельницької обласної ради, заступнику голови правління корпорації «Сварог Вест Груп».
- Зубчевському Олександру Петровичу – депутату Запорізької міської ради.
- Капітану Олександру Олександровичу – голові Вінницької обласної молодіжної громадської організації «Молоді регіони».
- Нагурному Олександру Олександровичу – директору Київського молодіжного центру праці, члену президії Всеукраїнської громадської організації «Молодь за справедливість».
- Ситнику Євгену Олексійовичу –  члену ради Всеукраїнської молодіжної громадської організації «Українське молодіжне об’єднання».
- Чаленку Максиму Михайловичу – депутату Луганської обласної ради, члену ЦК ЛКСМУ.

### 2013[15]:
- Гордій Олені Ярославівні – головному юрисконсульту Київського молодіжного центру праці, голові наглядової ради Всеукраїнської молодіжної громадської організації «Демократична спілка студентів «Студентська платформа».
- Половинцю Анатолію Миколайовичу –  члену правління Всеукраїнської молодіжної громадської організації «Молодіжне об’єднання «Всеукраїнська спілка молодих підприємців та бізнесменів».
- Сергієнку Роману Миколайовичу – помічнику-консультанту народного депутата України.
- Старостенко Ганні Вікторівні – депутату Київської міської ради, секретарю Постійної комісії Київської міської ради з питань сім’ї, молоді та спорту;
- Трипуну Миколі Валерійовичу – секретарю ЦК ЛКСМ України.
- Хорольському Роману Миколайовичу – голові Всеукраїнської громадської організації «Фундація молодих лідерів України».
- Чернишову Олександру Івановичу – актору Республіканської організації «Кримський академічний російський драматичний театр ім. М. Горького».

### 2014[16]:
- Бондарю Арсенію Віталійовичу – заступнику голови Всеукраїнської спілки молодіжних громадських організацій «Всеукраїнська рада регіонального молодіжного розвитку та співробітництва».
- Григоришину Роману Мирославовичу – заступнику голови Всеукраїнської молодіжної громадської організації «Команда молоді Віталія Кличка», помічнику-консультанту народного депутата України.
- Дмитрієву Миколі Олександровичу – студенту Чорноморського державного університету імені Петра Могили.
- Кротенку Іллі Геннадійовичу – студенту Інституту інформатики Національного педагогічного університету імені М. П. Драгоманова.
- Лукері Івану Михайловичу – члену правління Всеукраїнської молодіжної громадської організації «Молодь Демократичного Альянсу».
- Мазуру Сергію Сергійовичу – Балтському міському голові.
- Москвич Майї Юріївні – голові Всеукраїнської молодіжної громадської організації «Національний Альянс».
- Шимківу Любомиру Петровичу – молодіжному міському голові міста Тернополя, раднику міського голови міста Тернополя.
- Шкутяку Петру Зіновійовичу – депутату Івано-Франківської обласної ради.
- Щепетильниковій Єлизаветі Євгенівні – президенту Всеукраїнської молодіжної громадської організації «Українська асоціація студентського самоврядування».

### 2015[17]:
- Білецькій Мар’яні Ярославівні – Михлинському сільському голові Горохівського району Волинської області.
- Горшковій Вікторії Юріївні – голові правління Молодіжної громадської організації «Майбутнє починається з освіти».
- Іванові Анжеліці Володимирівні – помічнику-консультанту народного депутата України, секретарю Міжфракційного депутатського об’єднання «Світове українство».
- Колісніченку Роману Миколайовичу – депутату Кіровоградської обласної ради, директору Кіровоградського інституту Міжрегіональної академії управління персоналом.
- Кращенку Юрію Петровичу – заступнику декана з наукової роботи природничого факультету Полтавського національного педагогічного університету імені В.Г. Короленка, голові Ради молодих учених при Міністерстві освіти і науки України;
- Лемішевській Олександрі Сергіївні – студентському меру міста Миколаєва.
- Майорову Даниїлу Андрійовичу – помічнику-консультанту народного депутата України, заступнику голови Громадської ради при Черкаській обласній державній адміністрації, голові Молодіжної ради при Черкаському міському голові;
- Михайлову Андрію Михайловичу – заступнику директора комунального закладу Київської обласної ради «Київський обласний молодіжний центр».
- Павлушенку Сергію Петровичу – Рябинівському сільському голові Великописарівського району Сумської області.
- Громадській організації «Івано-Франківська округа Пласту – Національної Скаутської Організації України».

### 2016[18]:
- Ганжул Анні Павлівні –  президенту громадської організації «Молодіжний рух «Молодь за права людини» (м. Миколаїв).
- Гончару Михайлу Васильовичу – начальнику відділу освіти Каховської міської ради Херсонської області.
- Грачову Андрію Сергійовичу – начальнику відділу допомоги учасникам антитерористичної операції Департаменту соціальної та молодіжної політики Вінницької обласної державної адміністрації, учаснику бойових дій.
- Кішці Івану Васильовичу – помічнику-консультанту народного депутата України, голові Всеукраїнської молодіжної громадської організації «Молодіжний націоналістичний конгрес».
- Овчинниковій Юлії Юріївні – виконувачу обов’язків завідувача кафедри зоології та екології Донецького національного університету, голові Ради молодих учених Донецького національного університету, секретарю Ради молодих учених при Міністерстві освіти і науки України;
- Оскомі Миколі Миколайовичу – керівнику Всеукраїнської молодіжної громадської організації «Українська мрія».
- Самелюку Любомиру Олеговичу – помічнику-консультанту народного депутата України, члену Всеукраїнської молодіжної громадської організації «Ліберальне молодіжне об’єднання».
- Хілінському Андрію Георгійовичу – депутату Володимир-Волинської міської ради Волинської області.
- Молодіжній громадській організації «Червоні вітрила» (м. Лебедин Сумської області).
- Всеукраїнській дитячій громадській організації «Всеукраїнський громадський дитячий рух «Школа безпеки».

### 2018[19]:
- Барановій Тетяні Віталіївні – студентці інституту права імені Володимира Сташиса Класичного приватного університету, головному спеціалісту відділу з питань молоді управління молоді, фізичної культури та спорту Запорізької обласної державної адміністрації.
- Воронюк-Волошиній Лесі Олександрівні – аспірантці Чернівецького національного університету імені Юрія Федьковича.
- Дідуху Віктору Ігоровичу – майстрові спорту України міжнародного класу з настільного тенісу серед спортсменів з порушенням опорно-рухового апарату, члену національної збірної команди України.
- Жебчуку Роману Леонідовичу – асистенту кафедри фінансів і кредиту Чернівецького національного університету імені Юрія Федьковича, голові Наукового товариства студентів, аспірантів та молодих учених Чернівецького національного університету імені Юрія Федьковича.
- Зилю Володимиру Васильовичу – голові громадської організації «Центр суспільних дій «Сівітас».
- Лисянській Вікторії Вадимівні – студентці Сумського державного педагогічного університету імені А.С. Макаренка.
- Простибоженку Олегу Сергійовичу – засновникові громадської організації «Центр сімейно-правових досліджень», керівнику секції Асоціації адвокатів України, науковому співробітнику Науково-дослідного інституту приватного права та підприємництва ім. академіка Ф. Г. Бурчака Національної академії правових наук України, викладачеві Київського університету права Національної академії наук України.
- Ямщикову Вадиму Вікторовичу – депутатові Полтавської міської ради, голові громадської організації «Асоціація ветеранів та учасників АТО Полтавщини».
- Молодіжній громадській організації «Молодь та діти за самоврядування».
- Громадській організації «Херсонська обласна організація підтримки дітей з синдромом Дауна та їх сімей «Сонячні діти Херсонщини».

### 2020[20]:
- Вільховій Тетяні Володимирівні – голові ради молодих вчених, доценту кафедри освітнього менеджменту, державної політики та економіки комунального закладу освіти «Дніпровська академія безперервної освіти» Дніпропетровської обласної ради, кандидату економічних наук.
- Дивнич Ганні Андріївні – начальнику відділу міжнародних зв’язків Чернігівського національного технологічного університету, кандидату наук з державного управління.
- Кобисі Миколі Володимировичу – головному спеціалісту відділу молодіжної політики та взаємодії з громадськими організаціями департаменту соціальної та молодіжної політики Вінницької обласної державної адміністрації.
- Ману Денису Миколайовичу – депутату Закарпатської обласної ради сьомого та восьмого скликань, директору Агенції регіонального розвитку Закарпатської області.
- Несват Тетяні Володимирівні – заступнику начальника управління молоді та спорту Мелітопольської міської ради Запорізької області.
- Отичу Віталію Олександровичу – начальнику радіостанції взводу зв’язку командного пункту польового вузла 91-го окремого полку оперативного забезпечення військової частини А0563, сержанту, члену Хухрянської громадської організації «Майбутнє села».
- Свіщову Віталію Олександровичу – голові постійної комісії культури, молодіжної політики та спорту Львівської міської ради сьомого скликання, депутату Львівської обласної ради восьмого скликання.
- Сікаленку Віктору Олексійовичу – проектному менеджеру громадської організації «Мрійдій».
- Храпському Ярославу Дмитровичу – члену виконавчого комітету Ірпінської міської ради Бучанського району Київської області, виконуючому обов’язки директора комунального закладу Київської обласної ради «Пластовий вишкільний центр», голові правління громадської спілки «Асоціація молодіжних центрів України»;
- Шаховій Оксані Антонівні – студентці Київського університету імені Бориса Грінченка, голові наукового товариства факультету права та міжнародних відносин Київського університету імені Бориса Грінченка.

### 2021[21]:
- Білінській Христині Володимирівні – начальнику управління сім’ї, молодіжної політики та захисту дітей Тернопільської міської ради.
- Єршовій Юлії Олександрівні – голові громадської організації «Українська молодіжна правнича асамблея».
- Ковбасюку Дмитру Ігоровичу – депутату Одеської обласної ради.
- Кріцаку Юліану Ліліановичу – голові громадської спілки «Національна молодіжна рада України».
- Кулакову Олександру Володимировичу – директору Волинського обласного центру фізичного здоров’я населення «Спорт для всіх».
- Куліченко Дарині Олегівні – студентці Запорізького національного університету.
- Лабі Михайлу Михайловичу – депутату Закарпатської обласної ради, директору установи «Агенція регіонального розвитку Закарпатської області»;
- Миколюку Назару Мироновичу – експерту Всеукраїнської асоціації органів місцевого самоврядування «Асоціація міст України»;
- Приходьку Євгенію Олеговичу – керівнику громадської організації «Сіверська січ».
- Громадській організації «Школа безпеки та виживання дітей «Тивер».

### 2022[22]:
- Бевзі Максиму Олександровичу – молодшому сержанту, члену громадської організації «Спілка української молоді в Україні».
- Глібці Олександру Олександровичу – заступнику голови громадської організації «Захисту прав та інтересів молоді з інвалідністю «Безбар’єрність».
- Дроботі Олександру Васильовичу – аспіранту Національного університету «Полтавська політехніка імені Юрія Кондратюка», голові первинної профспілкової організації студентів та аспірантів Національного університету «Полтавська політехніка імені Юрія Кондратюка».
- Лосю Валерію Володимировичу – волонтеру, заступнику Красилівського міського голови з питань діяльності виконавчих органів ради (Хмельницька область).
- Паляниці Тарасу Михайловичу – сержанту, депутату Почаївської міської ради (Кременецький район Тернопільської області), заступнику начальника управління - начальнику відділу патронатної служби управління комунікацій та функціонального забезпечення діяльності Тернопільської обласної ради виконавчого апарату Тернопільської обласної ради.
- Рибалку Андрію Петровичу – солдату, завідувачу сектору моніторингу та аналітичного забезпечення Секретаріату Уповноваженого із захисту державної мови, аспіранту кафедри психології, політології та соціокультурних технологій Сумського державного університету.
- Роговому Івану Васильовичу – старшому солдату.
- Рубанці Андрію Вікторовичу – лейтенанту.
- Таращенку В’ячеславу Володимировичу – капітану служби цивільного захисту.
- Шишко Анастасії Сергіївні – помічнику-консультанту народного депутата України, координатору кол-центру Координаційного центру Волинської обласної військової адміністрації, члену Молодіжної ради при Луцькій міській раді (Волинська область).

### 2023[23]:
- Бальбузі Богдану Костянтиновичу – сержанту, директору Волинського обласного центру національно-патріотичного виховання, туризму і краєзнавства учнівської молоді Волинської обласної ради;
- Барбі Олександру Ігоровичу – капітану;
- Бичу Павлу Дмитровичу – старшому солдату, депутату Тернопільської районної ради;
- Бойчук Лілії Вадимівні – солдату, члену громадської організації «Молодіжний націоналістичний конгрес».
- Гельдту Станіславу Володимировичу – курсанту Харківського національного університету внутрішніх справ, капралу поліції.
- Глущенку Назару Дмитровичу – солдату, члену громадської організації «Молодіжний націоналістичний конгресу»
- Гулі Павлу Ігоровичу – молодшому сержанту, головному спеціалісту управління молоді та спорту Хмельницької міської ради.
- Каширцю Максиму Олександровичу – сержанту, члену громадської організації «Всеукраїнський молодіжний рух «Національний альянс»;
- Мамцю Віталію Олександровичу – сержанту, члену громадської організації «Всеукраїнський молодіжний рух «Національний альянс».
- Шаправському Тарасу Олександровичу – секретарю Бучанської міської ради Київської області, командиру добровольчого формування Бучанської міської територіальної громади № 1 Київської області.

### 2024[24]:
- Ажипі Івану Петровичу – підполковнику.
- Beличку Павлу Олександровичу – лейтенанту, депутату Холмківської сільської ради Ужгородського району Закарпатської області.
- Головатюку Тимофію Павловичу – сержанту.
- Григорчуку Сергію Петровичу – підполковнику.
- Дамецькому Олексію Олександровичу – підполковнику.
- Драгущак Ірині Олегівні – старшому солдату.
- Дрок Марії Віталіївні – старшому солдату.
- Комару Андрію Юрійовичу – підполковнику.
- Комарніцькому Юрію Віталійовичу – старшому сержанту.
- Костюку Іллі-Михайлу Ігоровичу – молодшому сержанту.
- Легкодуху Віктору Вікторовичу – підполковнику.
- Маткарімову Артему Нарімановичу – молодшому сержанту, заступнику голови громадської організації «Конгрес молодіжних рад України».
- Петрушевському Владиславу Ігоровичу – солдату, лідеру регіонального руху «ЗеМолодіжка» міста Нової Каховки.
- Сліпчуку Юрію Андрійовичу – полковнику;
- Сметану Данилу Петровичу – молодшому лейтенанту, голові громадської організації «Місце змін».
- Смірнову Максиму Вячеславовичу – капітану.
- Солодухіну Олегу Сергійовичу – майору.
- Сопельнику Руслану Вікторовичу – старшому лейтенанту, члену громадської організації «Молодіжна організація «Сонячна сотня».
- Стаценко Оксані Вікторівні – капітану.
- Хуссейну Фариду Сардаровичу – молодшому сержанту, методисту комунальної установи Сумської обласної ради «Сумський обласний центр відпочинку, оздоровлення, туризму та військово-патріотичного виховання».